# 머레이 웨스트게이트
머레이 웨스트게이트(Murray Westgate, 1918년 4월 16일 ~ 2018년 8월 27일)는 캐나다의 배우, 텔레비전 배우이다.
리자이나에서 태어났다.

## 영화
- 비서 사만다 (1985년)
- 씨잉 씽스 (1981년)
- 해피 버스데이 투 미 (1981년)
- 크로스바 (1979년)
- 호보 (1979년)
- 런닝 (1979년)
- 투 킬 더 킹 (1974년)
- 선데이 인 더 컨트리 (1974년)
- 톰 소여 (1973년)
- 클래스 44 (1973년)
- 크리스마스 트리가 없는 집 (1972년)
- 호머 (1970년)